# 알리바바와 40인의 도적

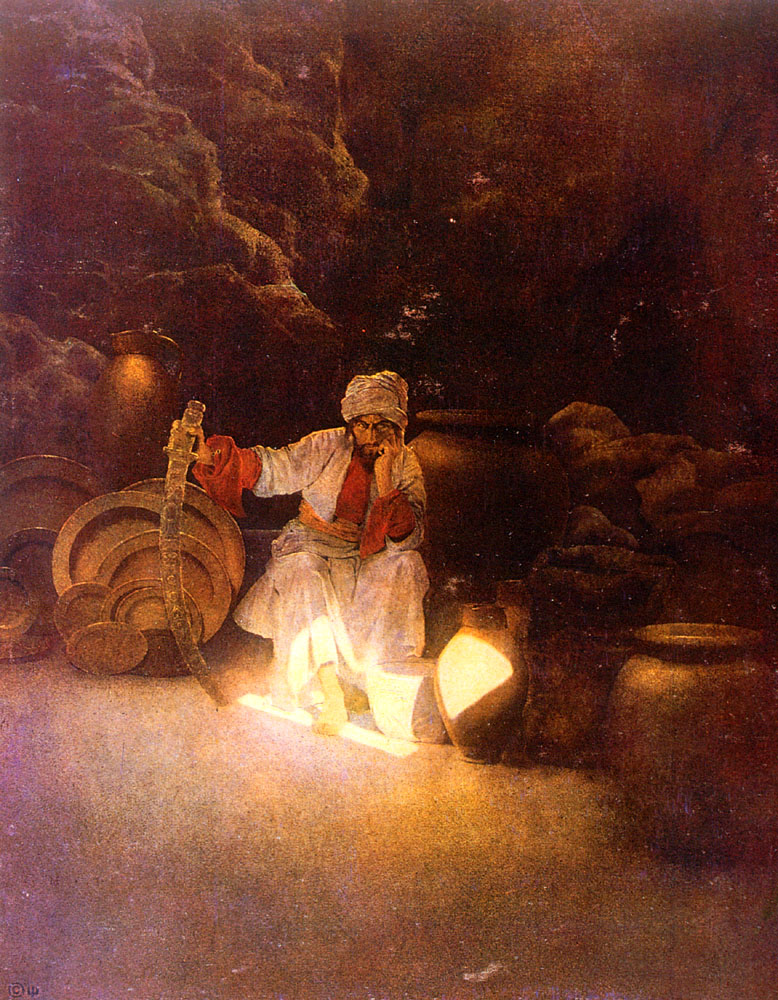
알리바바와 40인의 도적의 한 대목을 나타낸 삽화

알리바바와 40인의 도적(아랍어: علي بابا والأربعون لصا, 영어: Ali Baba and the Forty Thieves)은 천일야화에 나오는 이야기 중 하나로, 이야기 속 주인공의 이름은 알리바바이다.

## 줄거리
알리바바와 카심은 친형제로, 부친은 상인이다. 부친의 사후 탐욕스러운 성격의 형 카심은 부유한 여성과 결혼하여 아버지의 사업을 이어가며 엄청난 부자가 된다. 반면 동생 알리바바는 가난한 여인과 결혼하여 나무꾼으로 어렵게 생계를 유지한다.
어느 날 알리바바는 숲에서 땔감을 줍고 자르다가 40명의 도둑이 보물을 찾아오는 소리를 듣게 된다. 이들의 보물은 거대한 바위로 입구가 막힌 동굴에 있다. "열려라 참깨"라는 주문으로 동굴의 문이 열리고 "닫혀라 참깨"라는 단어로 봉인된다. 도둑들이 자리를 뜬 이후 알리바바는 직접 동굴에 들어가 똑같이 여는 주문을 외친 뒤 금화 몇 개를 갖고 나와서 닫는 주문을 외치고 귀가한다.
알리바바와 그의 아내는 시누이의 저울을 빌려 새로운 재산의 무게를 잰다. 그들에게 알려지지 않은 카심의 아내는 가난한 처남이 어떤 종류의 곡물을 측정해야하는지 알고 싶어 알리바바가 그것을 사용하는 것을 알아보기 위해 저울에 밀랍 덩어리를 넣는다. 놀랍게도 그녀는 저울에 붙어있는 금화를 발견하고 남편에게 말한다. 형의 압력으로 알리바바는 어쩔 수 없이 동굴의 비밀을 폭로하게 된다. 욕심쟁이 카심은 가능한 한 동생보다 더 많은 보물을 가져 가기 위해 당나귀를 데리고 동굴로 간다. 그는 마법의 말을 가지고 동굴에 들어가서 보물을 더 많이 손에 쥔다. 그러나 보물을 향한 욕심과 흥분에 그만 다시 빠져 나오라는 주문을 잊고 꼼짝없이 갇히게 된다. 도둑들은 그 곳에서 그를 찾아 죽인 뒤 두목은 부하들에게 시체를 꼭 보호하고 있어야 한다는 명을 내린다. 형이 도통 돌아오지 않자 걱정된 알리바바는 그를 찾으러 동굴로 갔고, 들어가려는 다른 사람에게 경고하기 위해 동굴 입구 바로 안쪽에 각 조각이 전시된 시신을 발견했고, 그것이 형의 시신이라는 것을 알고 흐느낀다.
알리바바는 시체를 집으로 가져와 카심의 집에서 온 영리한 노예 소녀 모르기아나에게 다른 사람들이 카심이 자연사했다고 믿게 만드는 임무를 맡긴다. 먼저 모르기아나는 약종상에서 약을 구입하여 카심이 중병이라고 말한다. 그런 다음 그녀는 돈을 지불하고 눈을 가리고 카심의 집으로 안내하는 바바 무스타파라는 노인 재단사를 찾는다. 그곳에서 하룻밤 사이에 재단사는 카심의 몸 조각을 다시 꿰맨다. 알리바바와 그의 가족은 아무도 의심하지 않고 카심을 적절히 매장할 수 있었다.
시체가 사라진 것을 발견한 도둑들은 다른 사람이 그들의 비밀을 알고 있음을 깨닫고 그를 추적하기 시작한다. 도둑 중 한 명이 마을로 내려가 바바 무스타파를 만난다. 그는 방금 시체 조각을 다시 꿰매었다고 말했다. 죽은 사람이 도둑의 희생자임이 틀림없다는 것을 깨달은 도둑은 바바 무스타파에게 그 행위가 행해진 집으로 가는 길을 안내해 달라고 부탁한다. 재단사는 다시 눈을 가렸고, 이 상태에서 그는 자신의 발걸음을 되돌려 집을 찾을 수 있다. 도둑은 다른 도둑들이 그날 밤에 돌아와 집안에 있는 모든 사람을 죽일 수 있도록 문에 기호를 표시한다. 그러나 도둑은 그녀의 주인에게 충성하는 모르기아나가 이웃의 모든 집에 비슷하게 표시하여 도둑의 계획을 좌절시키는 것을 목격했다. 그날 밤 40명의 도둑이 돌아왔을 때 그들은 정확한 집을 식별할 수 없었고, 두목은 분노로 실패한 부하 한 명을 죽여버렸다. 다음날 또 다른 도둑이 바바 푸스타파를 다시 방문하여 다시 시도한다. 이번에만 알리바바의 정문에 있는 돌계단에서 덩어리가 떨어져 나간다. 다시 모르기아나는 다른 모든 문앞에서 유사한 칩을 만들어 계획을 좌절시키고, 결국 또다른 부하 하나도 실패의 책임을 물어 죽임을 당했고, 이리하여 도둑은 기존의 40명에서 38명으로 줄었다. 마침내 도둑들의 우두머리가 가서 본인의 모습을 본다. 이번에 그는 알리바바의 집 외관에 대해 할 수 있는 모든 세부 사항을 기억한다.
도둑들의 우두머리는 알리바바의 환대가 필요한 석유 상인인 척 가장하고 노새에 38개의 기름병을 실은 노새를 데려온다. 알리바바가 잠들면 도둑들은 그를 죽일 계획을 세운다. 그러나 다시 한 번 지혜로운 모르기아나는 계획을 다 알아채고 좌절시켜 기름 항아리에 끓는 기름을 부어 37명의 부하 도둑들을 그 자리에서 다 죽여버렸다. 그들의 지도자가 그의 부하들을 깨우러 왔을 때, 그는 그들이 모두 죽은 것을 발견하고 탈출한다. 다음날 아침 모르기아나는 알리바바에게 항아리 속의 도둑에 대해 이야기한다. 그들은 그들을 묻고 알리바바는 모르기아나에게 자유를 줌으로써 감사를 표한다.
확실한 복수를 위해 도둑들의 두목은 상인으로 자리를 잡고 알리바바의 아들(고인이 된 카심의 사업을 맡고 있음)과 친구가 되고 알리바바의 집에 저녁 식사 손님으로 초대받는다. 여기서 모르기아나는 단검으로 칼춤을 추면서 도둑이 방심했을 때 심장에 단검을 꽂아 죽이고 마침내 초대받은 손님이 도둑의 두목임을 밝혀진다. 알리바바는 처음에는 모르기아나에게 화를 냈지만 도둑이 자신을 죽이려 했다는 사실을 알게 되자 감사의 의미로 모르기아나를 자신의 아들과 결혼시켜 이에 보답한다. 그런 다음 알리바바는 동굴에 있는 보물의 비밀과 그 보물에 접근하는 방법을 아는 유일한 사람으로 남는다.

## 대중 문화
- 디즈니툰 스튜디오 영화 욕심쟁이 오리 아저씨 - 잃어버린 램프의 보물
- 알라딘과 도적의 왕
- 카심은 알라딘의 아버지이다.